# Szpital bracki w Nowej Rudzie
Szpital bracki w Nowej Rudzie – wybudowany w 1911 r. w Nowej Rudzie jako szpital górniczy.

## Historia
Szpital zbudowany został według projektu Nagla z Poznania. Razem z obiektem powstały budynki oddziału zakaźnego oraz kostnicy. W 1926 r. szpital przebudowano zgodnie z projektem Gerharda Ferche w stylu baroku rezydencjonalnego i wczesnego klasycyzmu. W Nowej Rudzie w owym czasie funkcjonował szpital miejski.
W szpitalu znajduje się kaplica z ołtarzem wykonanym przez Augusta Wittiga.